# Peter Sagan

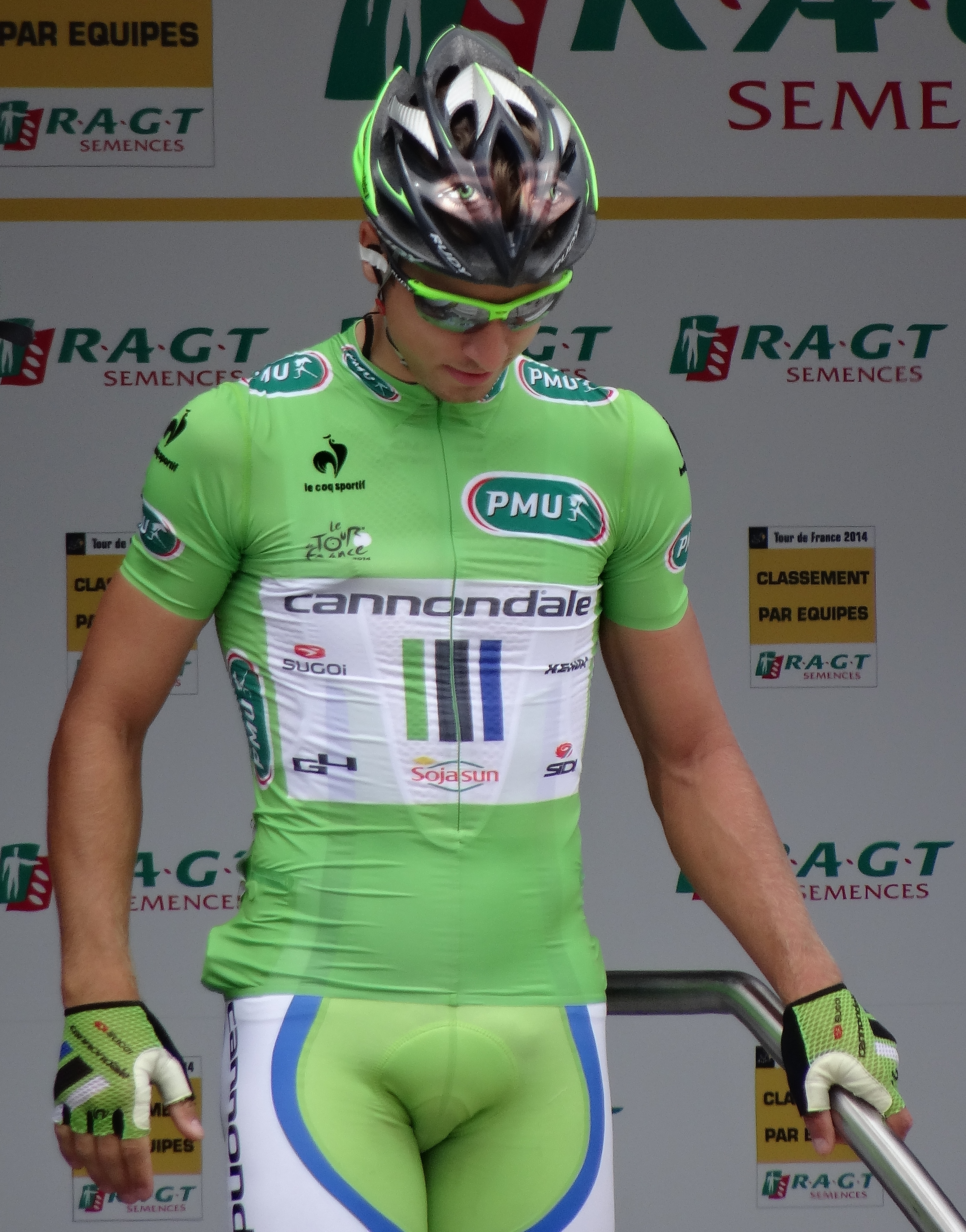
Peter Sagan iförd den gröna poängtröjan under Tour de France 2014.

Peter Sagan, född 26 januari 1990 i Žilina, är en slovakisk professionell tävlingscyklist.
Peter Sagans första säsong inom cyklingens högsta division ProTour var 2010 då han cyklade för teamet Liquigas-Doimo och vann flera etappsegrar. Han har sedan dess fortsatt att rada upp fina resultat.
År 2011 vann Sagan nationsmästerskapens linjelopp och tre etapper under Vuelta a España. Även 2012 segrade han i Slovakiska Mästerskapens linjelopp, samt vann tre etapper på Tour de France och segrade även i poängtävlingen. Han tog också hem poängtävlingen under 2013 års Tour de France, där han även vann en etapp. Även detta år vann Sagan nationsmästerskapens linjelopp.
Under Tour de France 2014 vann Sagan återigen poängtävlingen under loppet, trots att han inte vann en enda etapp. Dock lyckades slovaken med att sluta topp fem under de sju inledande etapperna. Tidigare under våren vann han klassikern E3 Harelbeke och Slovakiska Mästerskapens linjelopp.
Inför 2015 års säsong skrev Sagan på för det dansk-ryska stallet Tinkoff-Saxo. Under våren slutade han fyra i både Flandern runt och Milano-Sanremo, och blev slovakisk mästare i både linjelopp och tempolopp. Han vann poängtävlingen i Tour de France för fjärde året i rad, även detta år utan att vinna någon etapp. Senare under sommaren vann han etapp tre av Vuelta a España. I september tog Sagan karriärens största seger genom att vinna världsmästerskapens linjelopp. Sagan attackerade med tre kilometer kvar och vann solo före Michael Matthews och Ramūnas Navardauskas.
Sagans första seger i världsmästartröjan kom i endagsloppet Gent-Wevelgem 2016, då han var starkast av utbrytarna i spurten. Bara en vecka senare tog han sin första seger i ett av cykelsportens Monument när han vann Flandern runt före Fabian Cancellara.
Den 27 januari 2023 meddelade Peter Sagan att han skulle sluta med landsvägscykling efter säsongens slut, för att istället cykla mountainbike inför och i OS i Paris 2024.

## Meriter (urval)
2008
UCI Mountain Bike & Trials World Championship (Val di Sole)
 World Cross-country champion (junior)
 World Cyclo-cross vice-champion (junior)
Paris-Roubaix Espoirs
2:a
2009
GP Kooperativa
1:a totalt
2010
Paris-Nice
 1:a Poängtävlingen
1:a, Etapp 3, 5
2011
Sardinien runt
 1:a totalt
 1:a Poängtävlingen
1:a, Etapp 1, 3, 4
Kalifornien runt
 1:a Poängtävlingen
1:a, Etapp 5
Tour de Suisse
 1:a Poängtävlingen
1:a, Etapp 3, 8
Slovakiska mästerskapen
 Slovakisk mästare, linjelopp
Polen runt
 1:a totalt
 1:a Poängtävlingen
1:a, Etapp 4, 5
Vuelta a España
1:a, Etapp 6, 12, 21
2012
Tour of Oman
1:a,  Poängtävlingen
1:a, Etapp 2
Tirreno–Adriatico
1:a, Etapp 4
Milano-Sanremo
4:a
Gent–Wevelgem
2:a
Flandern runt
5:a
Amstel Gold Race
3:a
Tour of California
1:a,  Poängtävlingen
1:a, Etapp 1, 2, 3, 4, 8
Tour de Suisse
1:a,  Poängtävlingen
1:a, Etapp 1 (Individuellt tempolopp), 3, 4, 6
Slovakiska mästerskapen
 Slovakisk mästare, linjelopp
Tour de France
1:a,  Poängtävlingen
1:a, Etapp 1, 3, 6
2013
Gent-Wevelgem
1:a
Slovakiska mästerskapen
 Slovakisk mästare, linjelopp
Tour de France
1:a,  Poängtävlingen
1:a, Etapp 7
Brabantse Pijl
1:a
Grand Prix Cycliste de Montréal
1:a
Tirreno–Adriatico
1:a, Etapp 3 & 6
Tour de Suisse
1:a  Poängtävlingen
1:a, Etapp 3 & 8
2014
E3 Harelbeke
1:a
Slovakiska mästerskapen
 Slovakisk mästare, linjelopp
Tour de France
1:a,  Poängtävlingen
Tirreno–Adriatico
1:a  Poängtävlingen
1:a, Etapp 3
Tour de Suisse
1:a  Poängtävlingen
1:a, Etapp 3
Gent-Wevelgem
3:a
Paris-Roubaix
6:a
Milano-Sanremo
2:a
Flandern runt
2:a
E3 Harelbeke
2:a
2015
Världsmästerskapen
 Världsmästare, linjelopp
Tour de France
1:a,  Poängtävlingen
Vuelta a España
1:a, Etapp 3
Tour of California
1:a,  totalt
1:a, Etapp 4 & 6
Slovakiska mästerskapen
 Slovakisk mästare, linjelopp
 Slovakisk mästare, tempolopp
Tirreno–Adriatico
1:a  Poängtävlingen
1:a, Etapp 6
Tour de Suisse
1:a  Poängtävlingen
1:a  Ungdomstävlingen
1:a, Etapp 3 & 6
Milano-Sanremo
4:a
Flandern runt
4:a
2016Tour de France
1:a,  Poängtävlingen
1:a, Etapp 2, 11, 16
Höll  efter etapp 2-4.
Mest aggressiva cyklist  etapp 10 & totalt
Flandern runt
1:a
Gent-Wevelgem
1:a
E3 Harelbeke
2:a
Tirreno–Adriatico
2:a totalt
1:a  Poängtävlingen
Omloop Het Nieuwsblad
2:a

### Resultat i cykelsportens Monument
| Monument             | 2011 | 2012 | 2013 | 2014 | 2015 | 2016 | 2017 | 2018 |
| -------------------- | ---- | ---- | ---- | ---- | ---- | ---- | ---- | ---- |
| Milano–San Remo      | 17   | 4    | 2    | 10   | 4    | 12   |      |      |
| Flandern runt        | DNF  | 5    | 2    | 16   | 4    | 1    | 27   |      |
| Paris–Roubaix        | 86   | —    | —    | 6    | 23   | 11   |      | 1    |
| Liège–Bastogne–Liège | —    | —    | —    | —    | —    | —    |      |      |
| Lombardiet runt      | —    | —    | DNF  | —    | —    | —    |      |      |

DNF = Bröt loppet
— = Ställde inte upp